# أبو يوسف يعقوب بن عبد الحق
أبو يوسف يعقوب المنصور المريني أول حاكم مريني.

## نشأته
ولد السلطان يعقوب بن عبد الحق في عام 609هـ، وكان هو الابن الرابع للسلطان عبد الحق مؤسس الدولة المرينية من زوجته أم الإيمان بنت علي البيثاري، وهي امرأة من قبيلة زناتة، وتضيف بعض المصادر أن والدتها كانت تُعرف باسم أم اليوم، وهي ابنة زعيم عشيرة زناتة بمنطقة تفرسيت. نشأ أبو يوسف ببلاد المغرب في قبيلة مرينة، ومن الواضح أنه نشأ على تربية تعظم الجهاد حيث هزم بني عبد الواد ملوك المغرب الأوسط، كما قضى على بقية دولة الموحدين ودخل مراكش عاصمتهم عام 668 هـ وتسمى بأمير المسلمين

## وفاته
توفي السلطان «يعقوب بن عبد الحق» في الجزيرة الخضراء من الأندلس، وهو بعسكره للجهاد عند الزوال يوم الثلاثاء الثاني والعشرين لمحرم سنة 685هـ، الموافق مارس 1285 م، وله خمس وسبعون سنة، ونُقلت رفاته إلى مقبرة المرينيين في منطقة شالة التي أنشأها بنفسه، وخلفه في الحكم ابنه الأمير المريني أبو يعقوب يوسف.